# Rue Raymond-Guyot
La rue Raymond-Guyot  est une voie de la commune de Reims, située au sein du département de la Marne, en région Grand Est.

## Situation et accès
Elle relie le boulevard Jamin à la rue Camille-Lenoir par une voie à sens unique.

## Origine du nom
La rue porte le nom de Raymond Guyot (1908-1945), conseiller général SFIO, résistant mort en déportation.

## Historique
Ancienne rue des Abreuvoirs elle devint « rue Saint-André » en 1841 puis elle prend sa dénomination actuelle en 1946.

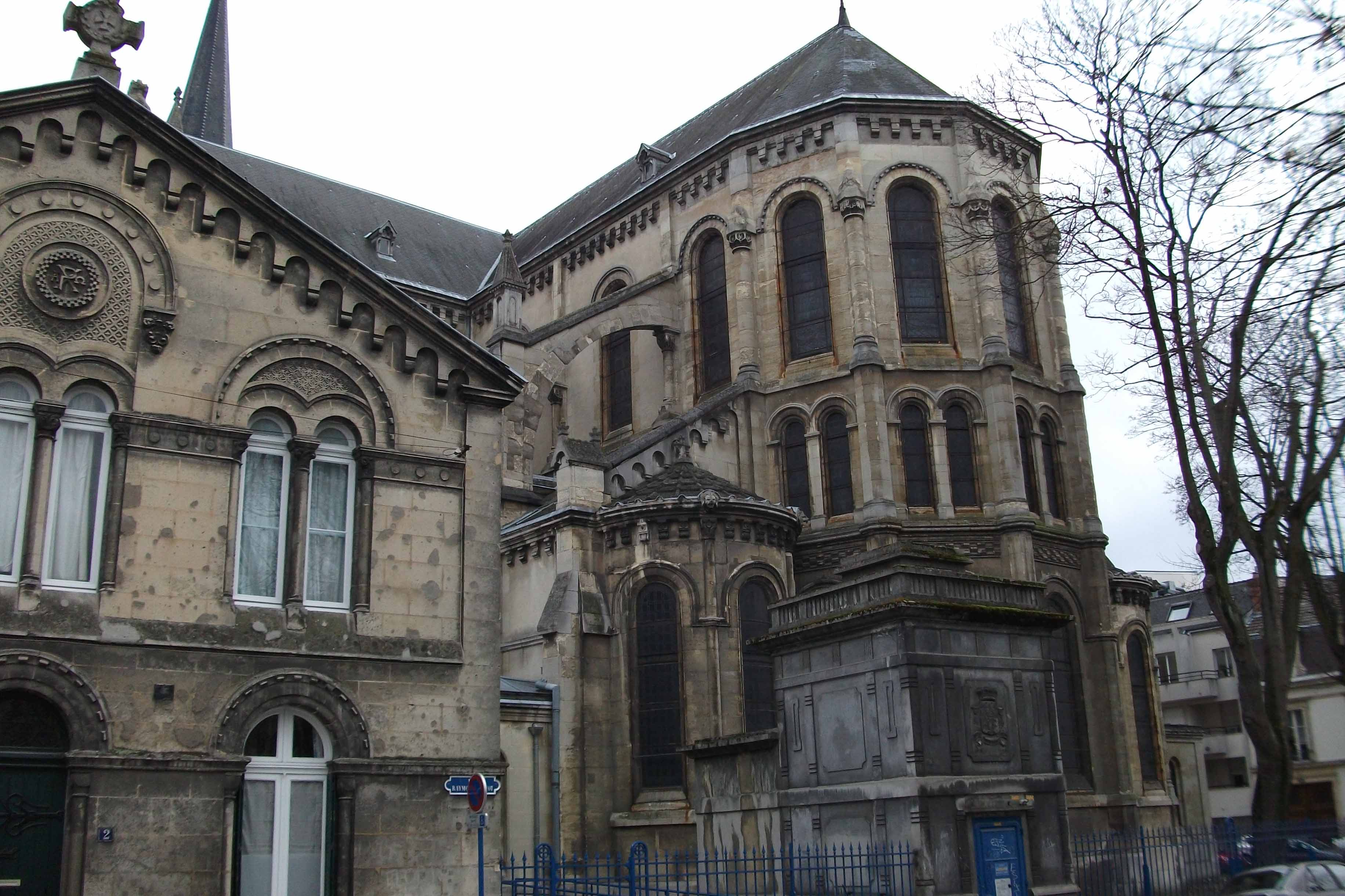
Le chœur rue Guyot,
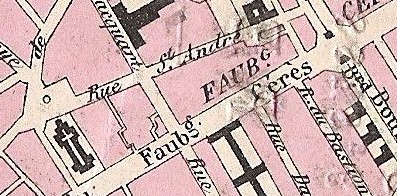
rue st André,
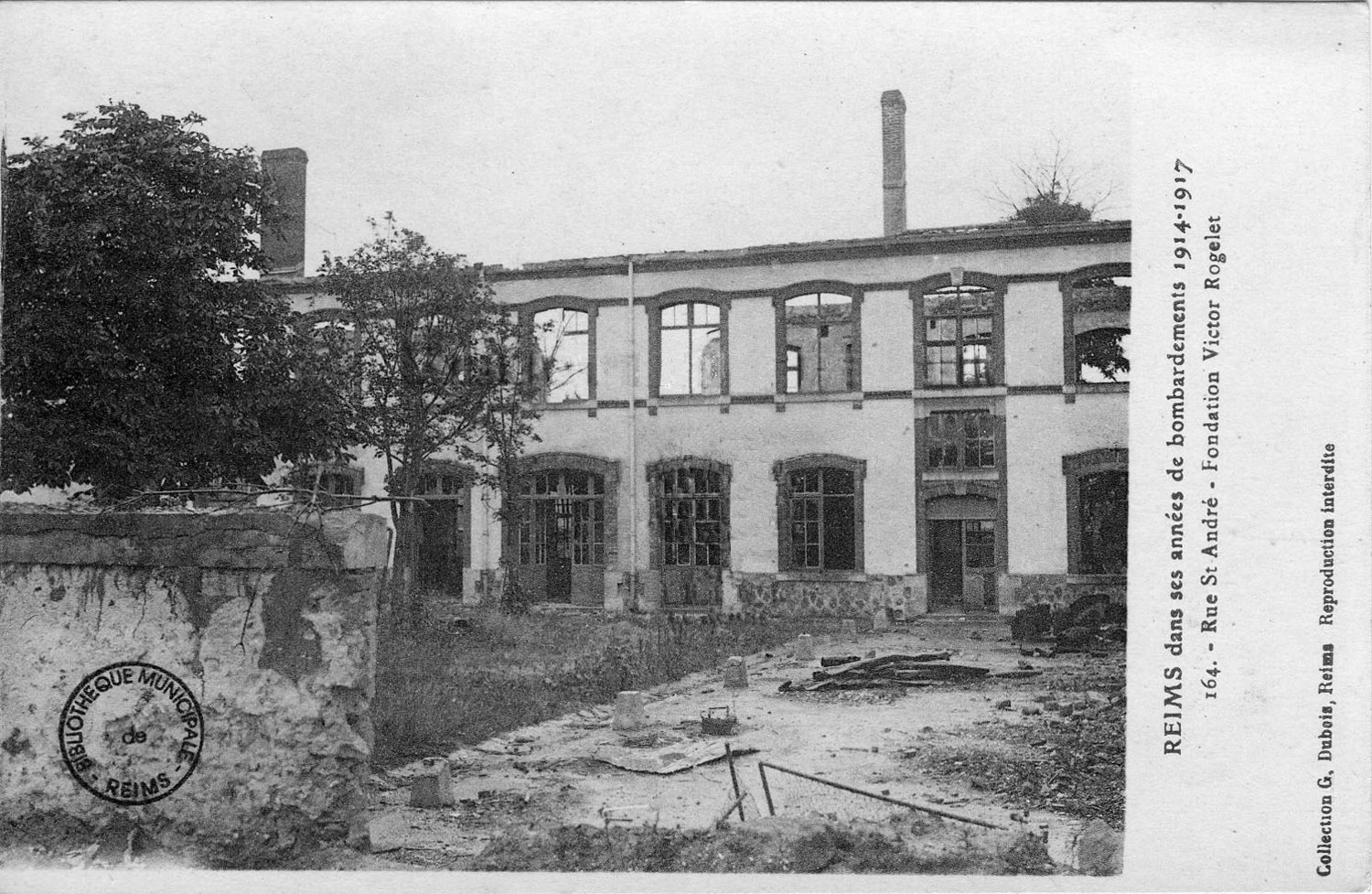
destructions de la Grande Guerre.

## Bâtiments remarquables et lieux de mémoire
- L'église Saint-André de Reims,
- le 33 avec son école Saint-André.